# مستقبل كيميائي طرفي
سُميت المستقبلات الكيميائية الطرفية (بالإنجليزية: Peripheral chemoreceptors)‏ (للجسم السباتي والجسم الأبهري) بهذا الاسم لأنها تُمثل امتداد حسي للجهاز العصبي المحيطي في الأوعية الدموية، حيث تكتشف هذه المستقبلات التغيرات في التركيزات الكيميائية في الدم. وباعتبارها مبدلات لأنماط التباين في البيئة المحيطة، فإن الجسمين السباتي والأبهري يُعتبران بمثابة مستشعرات كيميائية بطريقة مشابهة لبراعم التذوق في اللسان ومستقبلات الضوء في العين. ومع ذلك فلأن الجسم السباتي والأبهري يكتشفان الاختلافات داخل أعضاء الجسم الداخلية، فإنهما يُعتبران مستقبلات باطنية، على عكس براعم التذوق، والبصلة الشمية، والمستقبلات الضوئية، وغيرها من المستقبلات الأخرى المرتبطة بالحواس الخمس التقليدية، والتي تُسمى مستقبلات ظاهرية (خارجية)، حيث أنها تستجيب لمؤثرات خارج الجسم. ويحتوي الجسم أيضًا على مستقبلات الحس العميق التي تستجيب لكمية التمدد داخل العضو (العضلات عادة).
أما فيما يتعلق بوظائفها الخاصة، فإن المستقبلات الكيميائية الطرفية تساعد في الحفاظ على الاستتباب في النظام القلبي التنفسي من خلال مراقبة تركيزات المواد الكيميائية المنقولة بالدم. حيث تستجيب هذه المجسات المتعددة الأشكال للتغيرات في عدد من خصائص الدم، من بينها نقص التأكسج، وزيادة ثاني أكسيد الكربون، وانخفاض الجلوكوز (نقص السكر في الدم).